# Pastelkrijt

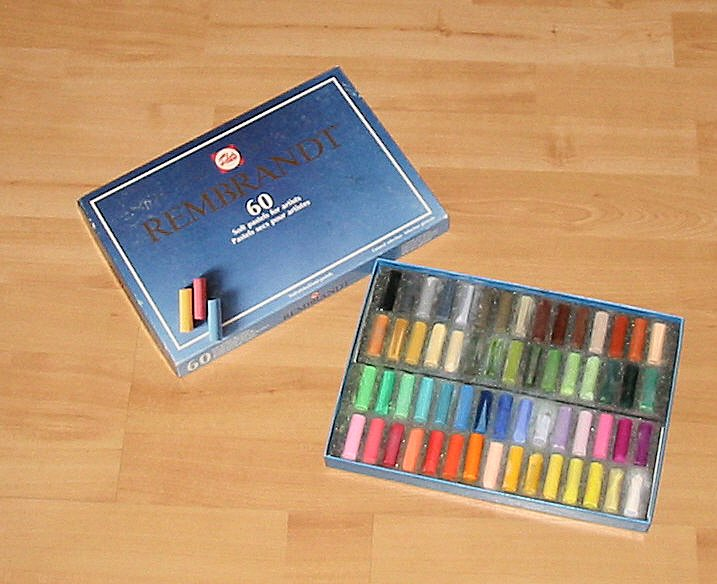
Pastelkrijt van de firma Talens

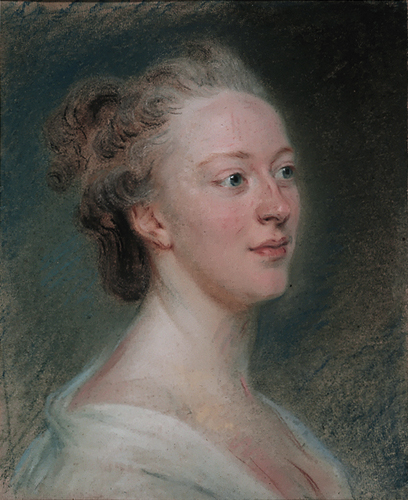
Pastel van Belle van Zuylen 1766 door Maurice-Quentin de La Tour, de koning van de Pastel genoemd

Pastelkrijt of pastel is een soort krijtstift om mee te tekenen en bestaat in de varianten hard pastelkrijt, oliepastelkrijt en zacht pastelkrijt. In tegenstelling tot wat de naam zou doen vermoeden, kunnen met pastel ook zeer felle kleuren verkregen worden. Met pastelkrijt kan op schilderachtige wijze worden getekend. Sommige kunstenaars die werken met pastelkrijt beschouwen hun werk daarom als een schilderij. De werken die met pastel worden gemaakt, worden pastels genoemd.

## Eigenschappen
Pastelkrijt bestaat uit pigmenten die samen met kalk, gips of kaolien samengeperst zijn tot een rond krijtje; als bindmiddel wordt een gom gebruikt; traditioneel Arabische gom of traganth, tegenwoordig meestal een cellulosegom. Het materiaal is zeer zacht en kan net zoals houtskool makkelijk uitgewreven worden. Er bestaan ook pastelpotloden, die als voordeel hebben dat de handen niet zo onder het krijt komen te zitten, maar die als nadeel hebben dat er geen grote oppervlakken mee gevuld kunnen worden. De meeste merken geven van iedere tint een gradatie naar wit door de hoeveelheid kalk te vergroten. Dit is de oorsprong van de term "pasteltint". Bij de duurste merken hebben de stiften op volle kleursterkte helemaal geen kalkcomponent en bestaan dan uit vrijwel zuiver pigment. Bij stoepkrijt voor kinderen ontstaat de kleurtint niet door een pigment maar door impregnatie met een goedkope organische kleurstof.
Pastelkrijt is dekkend. Dit heeft als voordeel dat het gebruikt kan worden op gekleurd of zelfs zwart papier. Daarmee kan met weinig middelen een bijzonder resultaat bereikt worden, doordat de kleur van het papier als middentoon dient ter beheersing van de tonaliteit van het werk. De lichtere pasteltoetsen werken dan als hoogsel.
Het mengen van kleuren is bij pastel zeer lastig; het kan tot stand gebracht worden door uitwrijving met de hand of met een doezelaar maar dit maakt een expressieve tekenachtige stijl onmogelijk. Daarom schaffen pastellisten zo veel mogelijk verschillende tinten aan. In de jaren zestig leidde dit tot assortimenten van meer dan duizend kleuren. Aangezien echter pastels door de grote breekbaarheid handmatig verpakt moeten worden, hebben tegenwoordig de meeste merken hun reeksen teruggebracht tot rond de tweehonderd tinten om de loonkosten te drukken. Hierdoor is het weer populair geworden zelf pastels te vervaardigen. De methode is zeer eenvoudig: men menge gebluste kalk met een pigment door toevoeging van een oplossing in water van Arabische gom. Als de massa een deegachtige consistentie heeft verkregen, kan men haar met de hand in de gewenste vorm kneden of rollen of in een mal drukken. Na droging is de pastel klaar. De verlangde tint en hardheid wordt naar wens bepaald door de hoeveelheid kalk en gom te variëren. De zuivere materiaalkosten zijn ongeveer een tiende van de aanschafprijs van een pastel in de winkel. Sommige tinten kan men alleen verwerven door bijmenging van een zwart pigment. Deze methode heeft één eigenschap die als mogelijk nadeel kan worden beschouwd: de stiften worden niet, zoals bij commercieel vervaardigd pastel, onder hoge druk ineengeperst. Daardoor is een grotere gomcomponent nodig om breuk te voorkomen, wat betekent dat ze ook bij het tekenen harder zullen blijven. Het Britse merk Winsor & Newton gebruikt bij zijn in 1997 geïntroduceerde pastelreeks kennelijk helemaal geen gom, zodat de stift onder lichte druk al verkruimelt, wat een extreem zachte toets oplevert.

## Historie

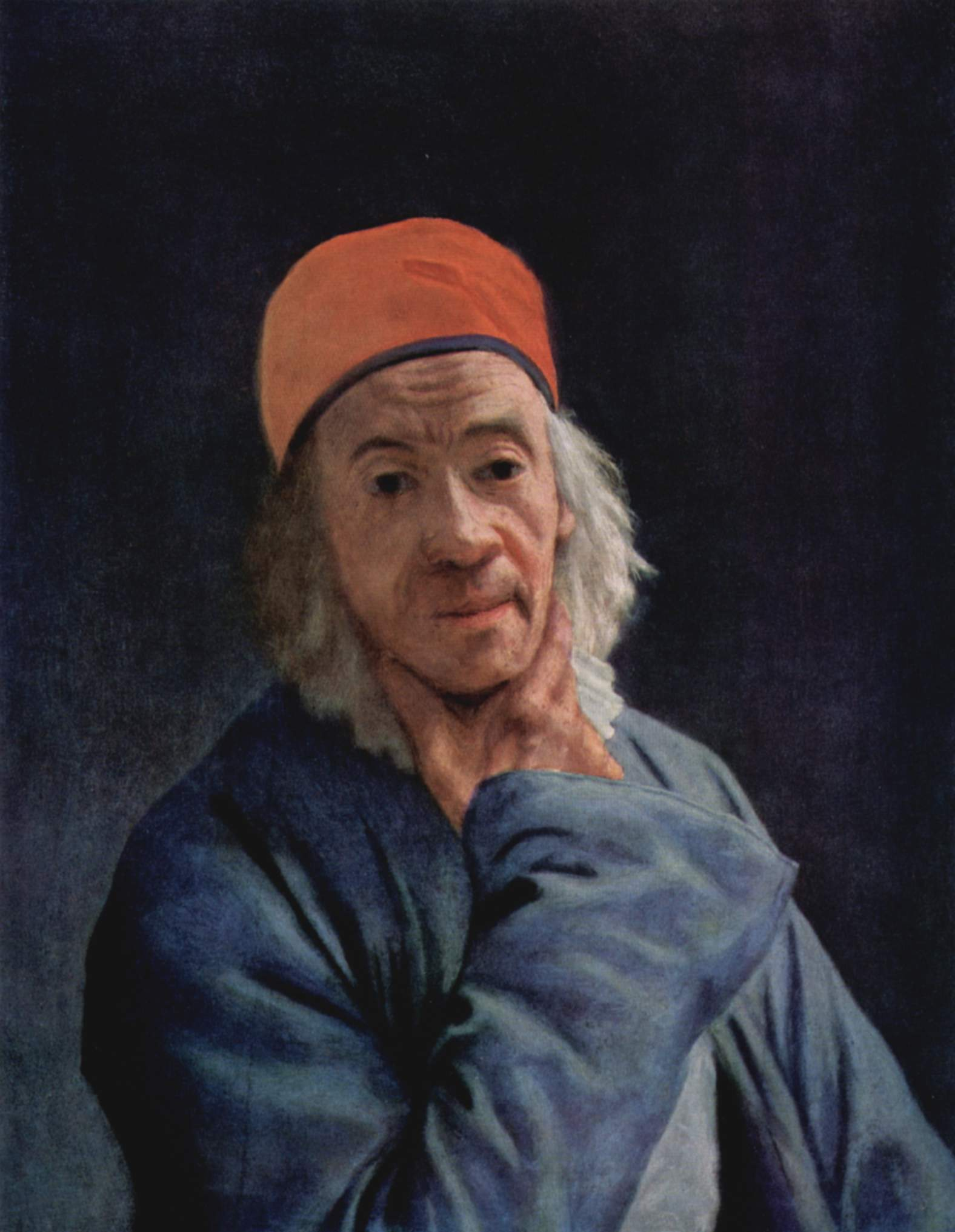
Zelfportret van Liotard uit 1773; de karmijnen schaduwpartij van de muts is verkleurd

Tekenkrijt wordt al gebruikt sinds de prehistorie. Het bestond simpelweg uit zachte stukken wit of gekleurd rots. In de Middeleeuwen begon men rode of gele kleibolus tot staafjes te persen: het nog steeds populaire rood krijt. De eerste vermelding van pastel in de moderne zin stamt van Leonardo da Vinci die in 1495 aantekent dat de Franse kunstenaar Jean Perreal dergelijke krijtstiften heeft vervaardigd. Het medium werd zeer populair in de 18e eeuw toen een gemengde pastel-gouache techniek in zwang was voor portretschilderingen. Toen werd vooral het frisse uiterlijk gewaardeerd: anders dan olieverf geelt pastel niet na. De tegenwoordig meest geapprecieerde pastellisten uit die tijd zijn Rosalba Carriera, Maurice-Quentin de La Tour, Jean-Étienne Liotard en Jean-Baptiste Perronneau. Kunstenaars — of hun leerlingen — maakten het product eerst zelf. De industriële productie kwam in het midden van de 19e eeuw op gang; rond 1870 verschijnen assortimenten pastels verpakt in dozen. Dit leidde tot een nieuwe populariteit van het medium.
Een beroemde kunstenaar die op het eind van de 19e eeuw veel met pastelkrijt werkte was Edgar Degas.

## Conservering
De houdbaarheid van pasteltekeningen is ten dele erg goed en ten dele erg slecht. Omdat er weinig bindmiddel gebruikt wordt, is de degeneratie ervan weinig relevant. Pastel geelt niet na en het papier wordt niet aangetast. De kleurlaag bestaat voornamelijk uit kalk en pigment en tegenwoordig is die combinatie erg stabiel — vroeger werd nog weleens de fout gemaakt pigmenten te gebruiken die met calciumcarbonaat reageren.
Door het gebrek aan bindmiddel is de kleurlaag echter ook erg kwetsbaar. De hechting aan het papier is niet meer dan een zwakke adhesie en een simpele schok of windvlaag kan de stoffige laag al aantasten. Hierom wordt het pastel meestal met een fixatief bespoten vanuit het bekende met de mond aangeblazen spuitje — moderne spuitbussen worden ook gebruikt maar geven een slechte controle over de hoeveelheid fixatief. Hoewel het fixatief de hechting verbetert, heeft het ook nadelen: het textuur van pastel wordt veroorzaakt door de hoge pigmentconcentratie. Door toevoeging van het fixatiefvernis neemt de relatieve concentratie af en verandert de lichtbreking aan het oppervlak waardoor de tint van de laag verdonkert. Goede pastellisten houden hier al rekening mee bij de eerste opzet. Een te enthousiaste reddingspoging bij een pasteltekening kan echter het hele coloriet verstoren.
Een tweede nadeel van het ontbreken van bindmiddel is dat dit de pigmenten niet kan beschermen tegen de inwerking van licht. Sommige pigmenten zijn vrijwel perfect lichtecht; andere verkleuren al zichtbaar na enkele weken. Sinds de jaren negentig zijn er voor alle tinten redelijk lichtechte pigmenten beschikbaar. Kunstenaars die in vroeger eeuwen hun pastels vervaardigden, onthielden zich meestal van de meest verschietende pigmenten. Tussen 1870 en 1990 echter waren de paarse, roze en karmijnen tinten die commercieel verkocht werden, meestal slecht tot erbarmelijk lichtecht. Veel pastels uit de late negentiende eeuw zijn daardoor al volledig in kleurtoon veranderd. Bewaring in het duister is de enige methode het werk in de originele staat te bewaren. Afscherming door een glasplaat vertraagt de verkleuring aanzienlijk, doordat het energierijke ultraviolet licht gefilterd wordt.